# 里村好美
里村 好美（さとむら よしみ、1985年12月22日 - ）は、エフエム青森のアナウンサーである。

## 経歴
青森県青森市出身。青森明の星高等学校、江戸川大学を卒業後、2008年4月にエフエム青森に入社。

## 人物
趣味は食まんがの収集、料理本を読むこと。
エフエム群馬のアナウンサーをしていた里村衣美は妹。

## 現在の担当番組
- RADI-MOTT![1]
- 今日もいきいき!PGライフ[1]
- アディーレ法律事務所 PRESENTS EXIT[1]

## 過去の担当番組
- 情報ぱれっと[4]
- IT'S MY RADIO![4]
- DAY DREAM BELIEVER[4]
- お昼の地域情報番組[5] - 火曜担当
- コスメティック・ウィークエンド[5]
- 明の星学園 presents WELCOME! JOYFUL GARDEN[2]
- オペラッチャオ？[6]